# Аверинское городище
Аверинское городище — городище на мысу берега реки Потудань у хутора Аверино Острогожского района Воронежской области. Описано в XIX в. Площадь городища почти 12 гектар. С трех сторон (с четвёртой обрыв к реке) городище имеет вал и ров протяженностью около 1 км. Нынешняя высота вала от 0,3 м в юго-западной части до 1,0 — 1,5 м в северной части, эта высота на фоне остатка рва глубиной 0,2 — 0,5 м. Ширина основания на момент раскопок от 16 м с юга и до 20 м в северной и северо-восточной частях.
Основная поверхность городища интенсивно распахивается при земледелии с 1971 года, но увидеть его можно весной и осенью по валу, имеющем ярко выраженный красно-оранжевый цвет, повсюду есть камни, а также мелкие и крупные обожженные куски грунта и с вкраплением древесных углей. Глубоких следов рвов практически не осталось.
Городище получило научное освещение после исследований Воронежской лесостепной скифской экспедиции, руководимой П. Д. Либеровым в 1965, 1971 и 1974 году. Частичные раскопки на городище проводились также экспедицией Воронежского госуниверситета под руководством В. И. Беседина в 1982 году. Эти археологические экспедиции и обнаружили на стрелке мыса материалы Воронежской культуры эпохи бронзы, раннего железного века и эпохи средневековья. Находки на поверхности городища встречались очень редко и они незначительны (фрагменты обработанных камней из песчаника, части стенок лепных сосудов скифоидного типа), что в общем также свидетельствует об использовании городища частично как жильё или в качестве убежища.
В связи со значительным разрушением вала от многолетнего распахивания, в юго-западной части городища отряд археологической экспедиции ВГПУ под руководством В. Д. Березуцкого произвели охранные раскопки в 1993 и 1995 годах в южной и частично западной части городища.
В процессе раскопок было выявлено, что в целом укрепления представляют собой вал, ограниченный с двух сторон рвами. Внутренний ров имел в профиле форму трапеции и что при его постройке была произведена частично подрезка мыса с обеих сторон рва. Ширина в основании (днище) около 0,5 м, а по верху, с учётом начала подрезок — 2,0 — 2,35 м, средняя глубина в материке — 1,35 м. Внутреннее заполнение боков рва состояло из чернозема с частицами крошки и небольших кусков обожженной глины и древесных углей. В боках рва было найдено до десятка мелких частей стенок лепной посуды скифского типа, а на дне рва средних размеров стенка амфоры кирпичного цвета. Внешний ров трапециевидной формы имел несколько ступенек с обеих сторон. Боковина внешнего рва с внутренней стороны создают три наклонные ступеньки: первая шириной до 4 м, вторая до 3 м. Над обоими ступеньками боковины рва фиксируется слоем жёлтой глины, смешанной с черноземом. Третья и последняя ступенька имела ширину от 2,4 — 2,6 м и переходила в плоское дно рва шириной до 0,65 м. Серия ступенек материка отмечена и с внешней стороны рва: три наклонные, и одна горизонтальная. Первая шириной 2,1 м, вторая 1,5 м, которая и переходила в горизонтальную ступеньку шириной 0,5 м которая и упиралась в дно, имея ширину 1,05 м. Внешний ров в общем имел следующие размеры: ширина верхней части — до 10 м, глубина от современной поверхности — 2,85 м. Заполнение состояло из чернозема с значительной примесью обожженной глины. Есть и частично заплыв рва, образованный возможно оседанием боковин. На дне внешнего рва найдена небольшая стенка амфоры кирпичного цвета, аналогичная по своим характеристикам тому фрагменту, что был найден во внутреннем рве. Высота вала от уровня материка составляет 1,1 м. Ширина основания от начала материка — 13 м. Раскопки показали что центральной части вала, ближе к внешнему рву на глубине 0,35 м от поверхности было скопление больших кусков обожженной глины, спекшихся друг с другом, с вкраплением мелких древесных углей. Такие же вкрапления углей были позднее найдены археологами и в грунте оборонительного вала на Городище Россошки 1 — «Крутцы», а также на Аверинском городище были при раскопках обнаружены значительные следы деревянной конструкции схожей с найденными конструкциями на Городище Россошки 1 «Крутцы».
Таким образом, возможна следующая реконструкция оборонительных сооружений. Для устройства вала площадка была предварительно освобождена от грунта до материка, о чём свидетельствует отсутствие следов почвы в районе внешнего рва и вала. Почва есть только с внутренней стороны оборонительных укреплений за внутренним рвом.
В центральной части вала, ближе к внешнему рву, обнаружены скопления кусков обожженной глины. После проведения широкомасштабных работ утвердилась точка зрения, что в большинстве случаев археологи имеют дело со следами сгоревших деревянных конструкций, в результате чего и образовалась обожженная глина. Неясна и функция внутреннего рва. Незначительные размеры его не позволяют однозначно отнести ров к оборонительным конструкциям. Не найдены в процессе раскопок перед этим рвом и остатки канавок для закрепления деревянной стены или следов деревянных конструкций. Непонятна и последовательность строительства рвов. Вероятнее всего, внутренний и внешний рвы функционировали одновременно. Выявлено, что в валу были так называемые места проходов (ворота), которые выходили на север, на юг и на запад, причём перед воротами на запад находился источник (колодец ?) непонятного происхождения, при попытке раскопок его происхождение точно выяснить не удалось.
Такая же система укреплений, состоящая из вала и двух рвов по его обеим сторонам, отмечена на соседнем Мостищенском городище, где находится Мостищенский лабиринт — «Святилище». Причём оба эти городища существовали одновременно. При раскопках также определено что большая часть Аверинского городища была нежилой, а основную массу находок составляют части грубых лепных горшков. Возможно здесь был довольно большой загон для скота. А Аверинское городище составляло вместе с Мастищенским городищем единый хозяйственный комплекс который использовался как оборонительное сооружение для всех ближайших возможно родственных поселений а также и как сельскохозяйственный комплекс.
Вероятно что Аверинские укрепления были сожжены при нападении кочевыми скифами и покинуты жителями одновременно с Мостищенским городищем. При этом происхождение обожженных кусков глины внутри вала связано вероятно со специальным приемом сооружения валов. На Мостищенском городище для укрепления вала, а также для закрепления деревянной стены, использовался меловой камень. Не ясно с какими причинами связаны различные приемы устройства оборонительных сооружений на этих городищах.